# Benest
Benest é uma comuna francesa na região administrativa da Nova Aquitânia, no departamento de Charente. Estende-se por uma área de 21,1 km². Em 2010 a comuna tinha 319 habitantes (densidade: 15,1 hab./km²).